# Joan Robinson
Joan Violet Robinson (n. 31 octombrie 1903; d. 5 august 1983) a fost o economistă engleză, reprezentantă a keynesianismului.
1. 1 2  Joan Robinson, SNAC, accesat în 9 octombrie 2017
2. 1 2 3 4 5  Autoritatea BnF, accesat în 6 iulie 2022
3. 1 2  Joan Violet Robinson, Brockhaus Enzyklopädie, accesat în 9 octombrie 2017
4. 1 2  Oxford Dictionary of National Biography, accesat în 6 iulie 2022
5. 1 2 3  Kindred Britain
6. 1 2 3 4 5  Oxford Dictionary of National Biography
7. ↑  Autoritatea BnF, accesat în 10 octombrie 2015
8. ↑  CONOR.SI[*] Verificați valoarea |titlelink= (ajutor)
9. ↑  Genealogia matematicienilor
10. ↑   https://archive.org/details/sim_journal-officiel-de-la-republique-francaise_1959-12-16_291/page/11990/mode/2up Lipsește sau este vid: |title= (ajutor)
11. ↑  Internetowa encyklopedia PWN